# Пёс-самурай и город кошек
«Пёс-самурай и город кошек» (англ. Paws of Fury: The Legend of Hank), ранее известный как «Сверкающий самурай» (англ. Blazing Samurai) — американо-китайско-британо-канадско-польский компьютерно-анимационный комедийный фильм о боевых искусствах режиссёров Роба Минкоффа и Марка Коэтсера и сорежиссёра Криса Бэйли, вдохновлённый фильмом Мела Брукса «Сверкающие сёдла». Главные роли озвучили Майкл Сера, Рики Джервейс, Мел Брукс, Джордж Такэй, Аасиф Мандви, Габриэль Иглесиас, Джимон Хонсу, Мишель Йео и Сэмюэл Л. Джексон.
Изначально фильм должен был выйти в 2017 году, но премьера неоднократно откладывалась, в основном из-за смены дистрибьюторов и пандемии COVID-19. Мировая премьера состоялась 10 июля 2022 года в Лос-Анджелесе, фильм вышел в американский прокат 15 июля 2022 года. Картина собрала в прокате $ 19 млн и получила смешанные отзывы от критиков.

## Сюжет
Хэнк — милый пёсик, мечтающий стать самураем. В погоне за своей мечтой он оказывается в странном городке, который населяют одни только кошки! Очевидно, он вообще не вписывается в местный колорит. Хэнк знакомится с очень, очень плохим котом — коварным злодеем по имени Ика Чу. В обмен на обещание сделать его самураем Хэнк решает помочь Ике избавиться от жителей городка Какамучо, спустив их в изобретение злого гения — огромный унитаз. Можно ли представить себе лучший способ загнать куда-то ораву котов, как не гонящийся за ними пёс?
Воодушевлённый кредитом фальшивого доверия, Хэнк бежит по улицам Какамучо с новой целью. Впрочем, энтузиазм быстро сходит на нет, когда он сталкивается с разъярёнными жителями городка. Он — не кот-самурай, а им терять нечего. Единственная, кто становится на сторону Хэнка, — маленькая кошечка Эмико, которая, как и Хэнк, мечтает стать великим самураем. Выполнить задание Ики Чу будет труднее, чем Хэнк ожидал…
К счастью, друзья получают шанс начать изучение бусидо намного раньше, чем рассчитывали. Хэнк встречает великого самурая Джимбо, подсевшего на валерьянку (а мы помним, что валерьянка для кота). Когда Хэнк понимает, что ситуация выходит из-под его контроля, он умоляет посрамлённого, но опытного Джимбо помочь ему. Несмотря на серьёзно подмоченную репутацию самурай верен бусидо и соглашается взять изгоя под свою опеку и привести его в форму. Так начинается необычная, но очень многообещающая дружба.
Тем временем, Ика не собирается так просто сдаваться. Если уж его армия бойцов не смогла вытурить жителей за границы города, пора выпускать монстра! Этим монстром становится неудержимый кот по кличке Сумо. Он проносится по городу, оставляя за собой шлейф разрушений и отчаяния. Теперь новоиспечённый самурай должен устранить угрозу, нависшую над мирным людом. Воодушевлённый Хэнк не без помощи (вообще-то только с помощью) Джимбо вступает с Сумо в схватку. При помощи ловкости и хитрости ему удаётся одержать победу и даже снискать благодарность жителей города. В конечном итоге, Хэнк и Сумо становятся друзьями. Однако принимать поздравления пока рановато, поскольку коварный Ика подстроил герою новую ловушку. Вопреки протестам своего сенсея Джимбо, Хэнк принимает приглашение Ики отпраздновать столь впечатляющую победу в ночном клубе. Хэнка встречают овацией фанаты и привлекательные девчонки (которых нанял Ика). Дурман славы кружит Хэнку голову, и он безрассудно погружается в веселье.
На следующее утро Хэнк возвращается в город и находит Какамучо в руинах. На город напали, а защитник мирного населения где-то пропадал, когда был так нужен. Хэнк находит опечаленного Джимбо, который, кажется, окончательно разуверился в своём протеже. Хэнк предлагаем сенсею заручиться поддержкой Сумо и спасти город, но он опоздал. Джимбо признаётся в том, чего в суматохе никто не заметил, — это он, Джимбо, на самом деле победил Сумо. Хэнк так и не стал самураем. Даже Эмико отвернулась от него. Все надежды Хэнка рассыпались в прах, а его репутация безвозвратно испорчена. Он отправляется на причал, чтобы отчалить в сторону дома, но вспоминает о том, что же такое настоящая дружба. Он решает не сдаваться без боя и вернуться к своим друзьям.
Джимбо стоит один перед цитаделью Ики, готовый ворваться внутрь и освободить Сумо, который увлёкся дзен-буддизмом. Однако тут, как из-под земли, появляется Хэнк. Ведь верные псы никогда не бросают своих в беде. Друзья пробираются внутрь цитадели и освобождают Сумо. Выбравшись из крепости, они направляются в Какамучо. Джимбо чувствует, что должен по крайней мере попытаться исправить последствия своего осрамлённого прошлого. Он куда-то уходит, но обещает вернуться.
Вернувшись в Какамучо, Хэнк видит, что горожане покидают город. Они боятся, что теперь-то Ика точно нашлёт на них свою армию. Бесстрашный Хэнк высокопарно напоминает им о том, что это их ДОМ. Семья и друзья — вот ради чего стоит сражаться. Люди соглашаются с Хэнком, но им нужен какой-то план! Посоветовавшись с Эмико, Хэнк кое-что придумывает. Жители сооружают ловушку, которая должна отвлечь внимание нападающих, и обкладывают её взрывчаткой. Мародёры поначалу заглатывают наживку, но довольно скоро понимают, что это — засада, и продолжают двигаться в сторону города. Начинается битва. Кошки и собаки сходятся в эпической баталии. Когда кажется, что почва уходит у Хэнка из-под ног, он обретает силу бусидо! Когда Хэнк и Ика сходятся в финальном поединке, Ика понимает, что ему не одолеть самурая Хэнка и всех котов Какамучо. Тут появляется сам сёгун во главе со своей армией — их привёл Джимбо. Поначалу сёгун требует арестовать Хэнка, но все жители города встают на его защиту. Они, наконец, вновь признали в нём своего защитника и друга. Они готовы звать его героем, вне зависимости от того, кошка он или собака. Джимбо представляет покровителю своего друга Хэнка. Все узнают о том, какие коварные планы вынашивал Ика. Злодея ожидает суровое наказание, а Хэнк вместе с друзьями отправляются в Какамучо, который стал ему домом.

## Роли озвучивали
- Майкл Сера — Хэнк, неуклюжий бигль, мечтающий стать самураем.
- Сэмюэл Л. Джексон — Джимбо, чёрный кот, наставник Хэнка.
- Рики Джервейс — Ика Чу, воинственный сомалийский кот[6].
- Кайли Куйока — Эмико, котёнок, мечтающая стать самураем.
- Джордж Такэй — Ога, мускулистый мэнский кот, лидер армии Ика Чу[6].
- Аасиф Мандви — Ичиро, худой двухцветный кот[6].
- Габриэль Иглесиас[англ.] — Чак, неуклюжий трёхцветный кот[6].
- Джимон Хонсу — Сумо, гигантский, недалёкий рыжий кот[6].
- Мэл Брукс — Тоши, британская короткошёрстная кошка, сёгун (правитель города) Какамучо[6].
- Мишель Йео — Йуки, оптимистичная персидская кошка, мать Эмико[6].
- Кэти Шим — Маленькая Мама[6]

## Производство
О создании фильма впервые стало известно в феврале 2015 года. 5 февраля 2015 года Open Road Films приобрела права на дистрибуцию проекта в США, запланировав его выпуск на 14 апреля 2017 года. Sony Pictures International приобрела права на дистрибуцию в некоторых других странах. Компания GFM Films отвечала за международные продажи.
Крис Бейли был нанят режиссером фильма, Эд Стоун и Нейт Хоппер - сценаристами. Продюсером фильма первоначально были Роб Минкофф из Flying Tigers Entertainment, Яир Ландау и Сьюзан Перселл из Mass Animation. 25 февраля 2021 года было объявлено, что Роб Минкофф и Марк Коэтсер заменили Криса Бейли на посту режиссера фильма. Продюсеры Яир Ландау и Сьюзан Перселл были заменены Адамом Нэглом и Гаем Коллинзом .
В ноябре 2019 года в СМИ появилась информация о том, что фильм выйдет в мировой прокат в 2021 году.

## Прокат
Премьера в Кувейте и ОАЭ состоялась 14 июля 2022 года, в Перу, России и Сингапуре — 21 июля 2022 года, в Бельгии и Египте — 10 августа 2022 года.